# Marray
Cet article possède un paronyme, voir Marnay.
Ne doit pas être confondu avec les communes Maray et Marey
Marray est une commune française située dans le département d'Indre-et-Loire, en région Centre-Val de Loire.

## Géographie
| Chemillé-sur-Dême   |        | Les Hermites             |
|                     | Marray | La Ferrière              |
| Beaumont-Louestault |        | Saint-Laurent-en-Gâtines |

### Hydrographie

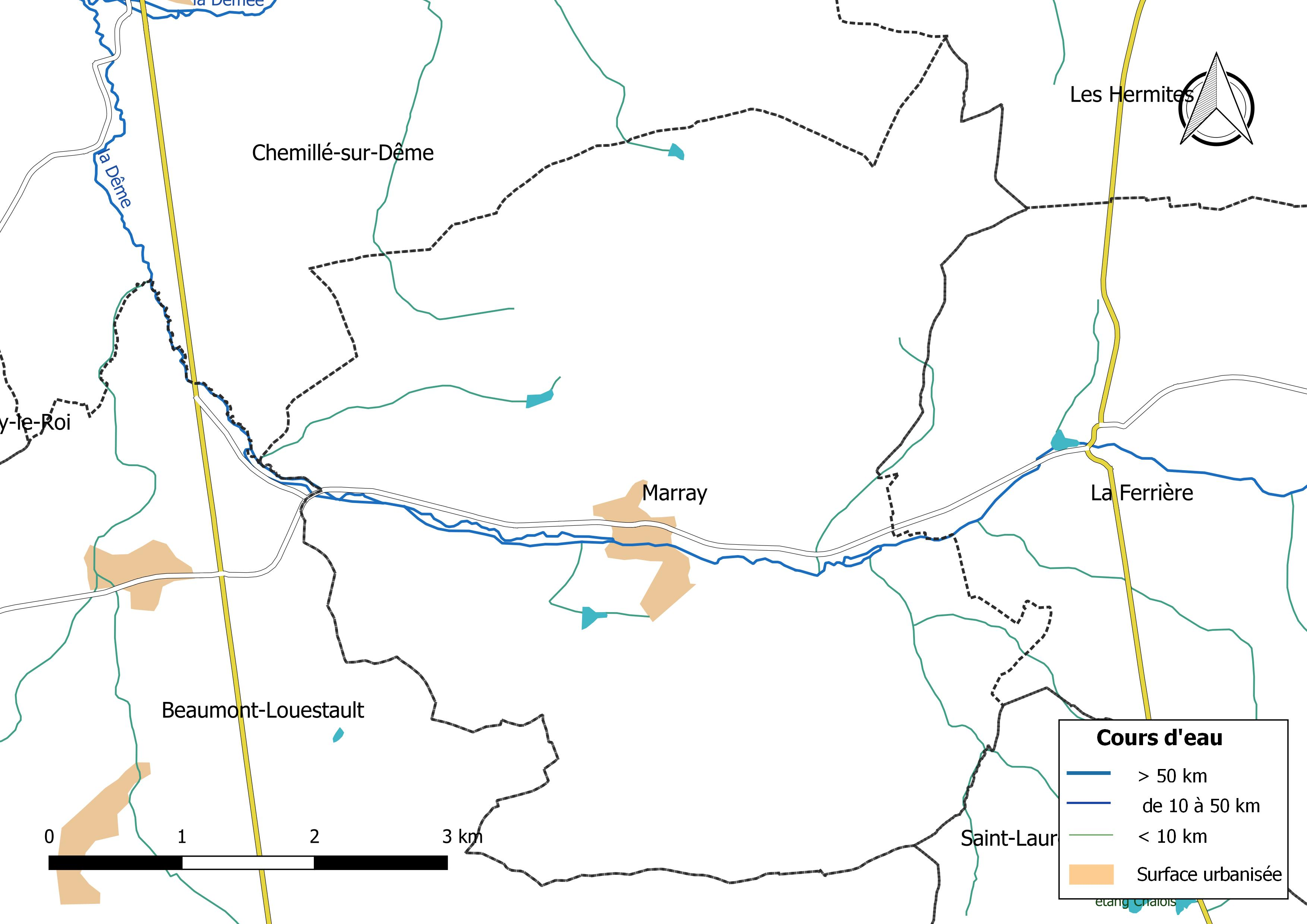
Réseau hydrographique de Marray.

Le réseau hydrographique communal, d'une longueur totale de 17,83 km, comprend un cours d'eau notable, la Dême (5,338 km), et huit petits cours d'eau pour certains temporaires,.
La Dême, d'une longueur totale de 32,5 km, prend sa source à 160 m d'altitude à Monthodon  et se jette dans le Loir à Vouvray-sur-Loir, à 47 m d'altitude, après avoir traversé 9 communes. 
Ce cours d'eau est classé dans la liste 2 au titre de l'article L. 214-17 du code de l'environnement sur le Bassin Loire-Bretagne. Du fait de ce classement, tout ouvrage doit être géré, entretenu et équipé selon des règles définies par l'autorité administrative, en concertation avec le propriétaire ou, à défaut, l'exploitant. 
Sur le plan piscicole, la Dême est classée en première catégorie piscicole. Le groupe biologique dominant est constitué essentiellement de salmonidés (truite, omble chevalier, ombre commun, huchon).
Deux zones humides ont été répertoriées sur la commune par la direction départementale des territoires (DDT) et le conseil départemental d'Indre-et-Loire : « la vallée de la Dême de Marray à Chemillé-sur-Dême » et « l'étang du Buis »,.

### Climat
Pour des articles plus généraux, voir Climat du Centre-Val de Loire et Climat d'Indre-et-Loire.
En 2010, le climat de la commune est de type climat océanique dégradé des plaines du Centre et du Nord, selon une étude du CNRS s'appuyant sur une série de données couvrant la période 1971-2000. En 2020, Météo-France publie une typologie des climats de la France métropolitaine dans laquelle la commune est exposée à un climat océanique altéré et est dans la région climatique  Moyenne vallée de la Loire, caractérisée par une bonne insolation (1 850 h/an) et un été peu pluvieux. 
Pour la période 1971-2000, la température annuelle moyenne est de 10,7 °C, avec une amplitude thermique annuelle de 14,7 °C. Le cumul annuel moyen de précipitations est de 723 mm, avec 11,1 jours de précipitations en janvier et 7,1 jours en juillet. Pour la période 1991-2020, la température moyenne annuelle observée sur la station météorologique de Météo-France la plus proche, sur la commune de Saint-Laurent-en-Gâtines à 7 km à vol d'oiseau, est de 11,6 °C et le cumul annuel moyen de précipitations est de 769,1 mm,. Pour l'avenir, les paramètres climatiques de la commune estimés pour 2050 selon différents scénarios d'émission de gaz à effet de serre sont consultables sur un site dédié publié par Météo-France en novembre 2022.

## Urbanisme

### Typologie
Au 1er janvier 2024, Marray est catégorisée commune rurale à habitat dispersé, selon la nouvelle grille communale de densité à sept niveaux définie par l'Insee en 2022.
Elle est située hors unité urbaine. Par ailleurs la commune fait partie de l'aire d'attraction de Tours, dont elle est une commune de la couronne,. Cette aire, qui regroupe 162 communes, est catégorisée dans les aires de 200 000 à moins de 700 000 habitants,.

### Occupation des sols
L'occupation des sols de la commune, telle qu'elle ressort de la base de données européenne d’occupation biophysique des sols Corine Land Cover (CLC), est marquée par l'importance des territoires agricoles (70,8 % en 2018), en diminution par rapport à 1990 (72 %). La répartition détaillée en 2018 est la suivante : 
terres arables (58,2 %), forêts (27,8 %), prairies (10 %), zones agricoles hétérogènes (2,6 %), zones urbanisées (1,4 %). L'évolution de l’occupation des sols de la commune et de ses infrastructures peut être observée sur les différentes représentations cartographiques du territoire : la carte de Cassini (XVIIIe siècle), la carte d'état-major (1820-1866) et les cartes ou photos aériennes de l'IGN pour la période actuelle (1950 à aujourd'hui).

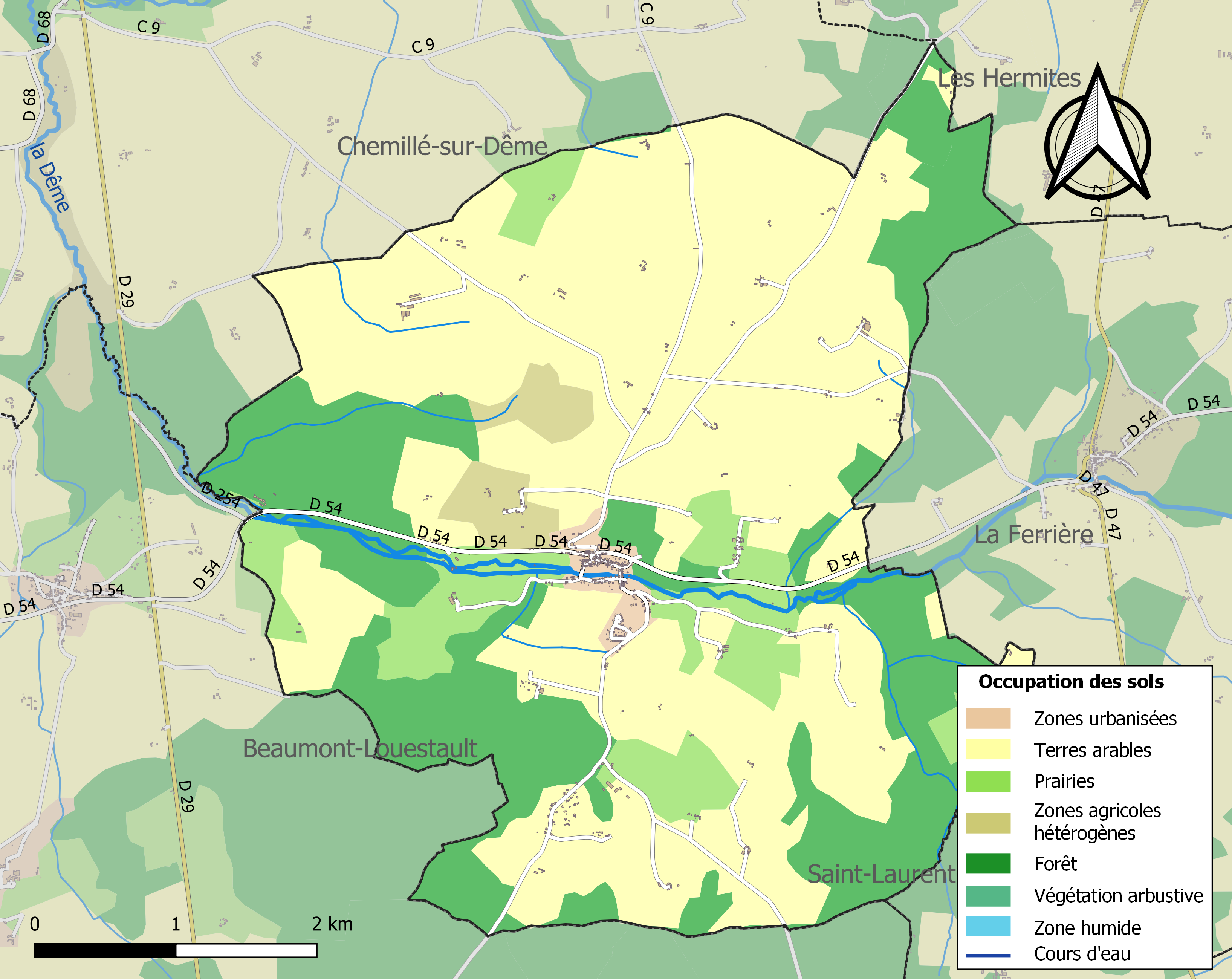
Carte des infrastructures et de l'occupation des sols de la commune en 2018 (CLC).

### Risques majeurs
Le territoire de la commune de Marray est vulnérable à différents aléas naturels : météorologiques (tempête, orage, neige, grand froid, canicule ou sécheresse), feux de forêts et séisme (sismicité très faible). Un site publié par le BRGM permet d'évaluer simplement et rapidement les risques d'un bien localisé soit par son adresse soit par le numéro de sa parcelle.
Pour anticiper une remontée des risques de feux de forêt et de végétation vers le nord de la France en lien avec le dérèglement climatique, les services de l’État en région Centre-Val de Loire (DREAL, DRAAF, DDT) avec les SDIS ont réalisé en 2021 un atlas régional du risque de feux de forêt, permettant d’améliorer la connaissance sur les massifs les plus exposés. La commune, étant pour partie dans le massif de Beaumont, est classée au niveau de risque 3, sur une échelle qui en comporte quatre (1 étant le niveau maximal).

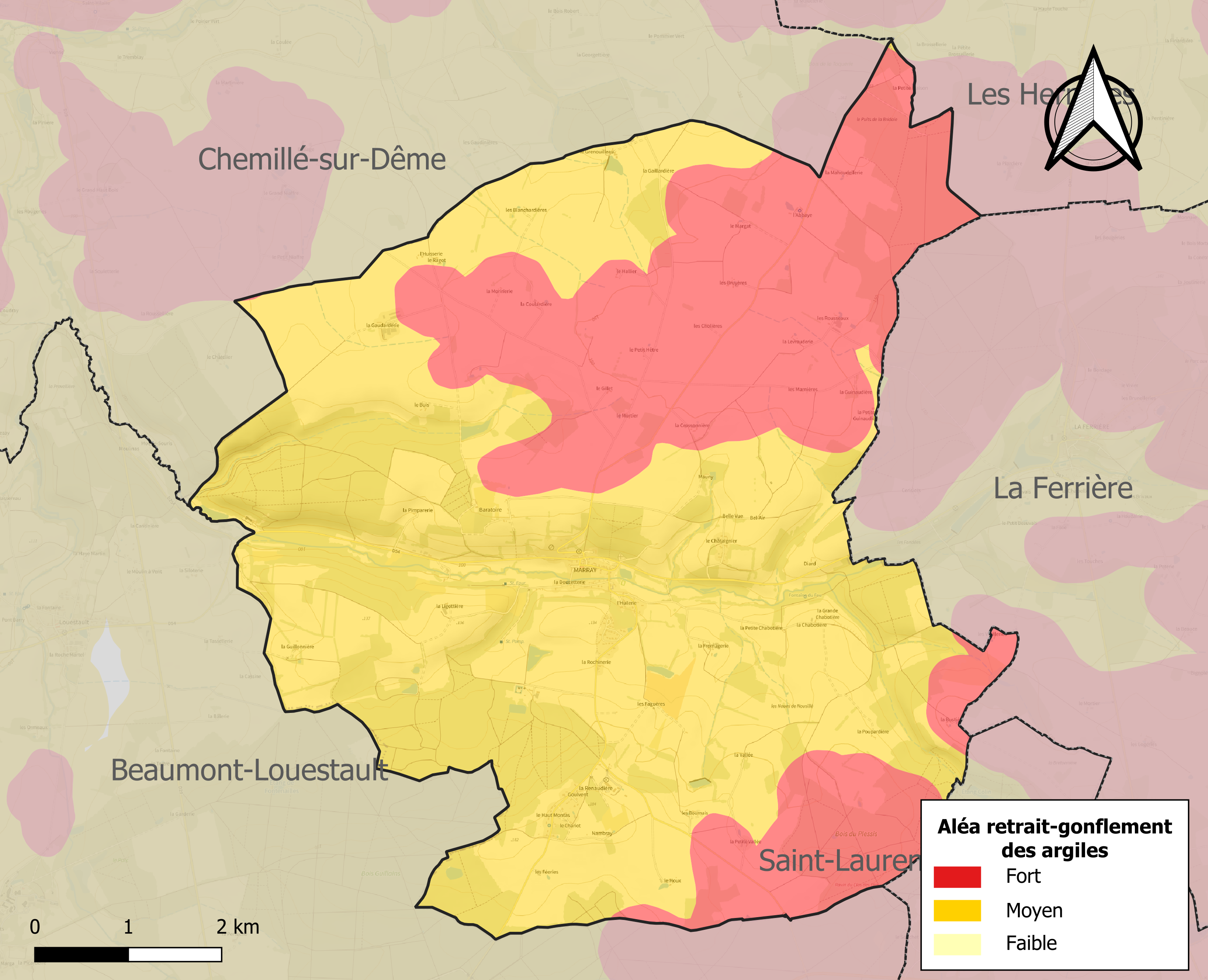
Carte des zones d'aléa retrait-gonflement des sols argileux de Marray.

Le retrait-gonflement des sols argileux est susceptible d'engendrer des dommages importants aux bâtiments en cas d’alternance de périodes de sécheresse et de pluie. La totalité de la commune est en aléa moyen ou fort (90,2 % au niveau départemental et 48,5 % au niveau national). Sur les 235 bâtiments dénombrés sur la commune en 2019, 235 sont en aléa moyen ou fort, soit 100 %, à comparer aux 91 % au niveau départemental et 54 % au niveau national. Une cartographie de l'exposition du territoire national au retrait gonflement des sols argileux est disponible sur le site du BRGM,.
Concernant les mouvements de terrains, la commune a été reconnue en état de catastrophe naturelle au titre des dommages causés par la sécheresse en 2019 et par des mouvements de terrain en 1995 et 1999.

## Politique et administration

### Liste des maires
| Période                                  | Période  | Identité       | Étiquette      | Qualité |
| ---------------------------------------- | -------- | -------------- | -------------- | ------- |
| mars 2022                                | En cours | Phillipe Capon | Sans étiquette | Maire   |
| Les données manquantes sont à compléter. |          |                |                |         |

### Tendances politiques et résultats
| Scrutin             | Scrutin             | 1er tour | 1er tour  | 1er tour | 1er tour | 1er tour | 1er tour | 1er tour | 1er tour  | 1er tour | 1er tour | 1er tour | 1er tour | 2d tour | 2d tour | 2d tour | 2d tour | 2d tour | 2d tour |
| Scrutin             | Scrutin             | 1er      | 1er       | %        | 2e       | 2e       | %        | 3e       | 3e        | %        | 4e       | 4e       | %        | 1er     | 1er     | %       | 2e      | 2e      | %       |
| ------------------- | ------------------- | -------- | --------- | -------- | -------- | -------- | -------- | -------- | --------- | -------- | -------- | -------- | -------- | ------- | ------- | ------- | ------- | ------- | ------- |
| Présidentielle 2017 | Présidentielle 2017 |          | LFI       | 23,33    |          | LR       | 22,00    |          | FN        | 20,00    |          | EM       | 19,33    |         | EM      | 61,57   |         | FN      | 38,43   |
| Présidentielle 2022 | Présidentielle 2022 |          | LFI       | 26,33    |          | RN       | 25,33    |          | LREM      | 21,67    |          | EELV     | 7,00     |         | LREM    | 57,02   |         | RN      | 42,98   |
| Législatives 2022   | 5e                  |          | PCF-Nupes | 26,80    |          | RN       | 20,62    |          | MoDem-Ens | 18,56    |          | LR       | 11,86    |         | MoDem   | 55,47   |         | RN      | 44,53   |
| Législatives 2024   | 5e                  |          | RN        | 36,84    |          | PCF-NFP  | 32,39    |          | MoDem-Ens | 19,03    |          | LR       | 10,53    |         | MoDem   | 59,44   |         | RN      | 40,56   |

## Population et société

### Démographie
L'évolution du nombre d'habitants est connue à travers les recensements de la population effectués dans la commune depuis 1793. Pour les communes de moins de 10 000 habitants, une enquête de recensement portant sur toute la population est réalisée tous les cinq ans, les populations de référence des années intermédiaires étant quant à elles estimées par interpolation ou extrapolation. Pour la commune, le premier recensement exhaustif entrant dans le cadre du nouveau dispositif a été réalisé en 2008.

En 2022, la commune comptait 489 habitants, en évolution de +5,62 % par rapport à 2016 (Indre-et-Loire : +1,67 %, France hors Mayotte : +2,11 %).
| 1793  | 1800 | 1806  | 1821  | 1831 | 1836 | 1841 | 1846 | 1851 |
| ----- | ---- | ----- | ----- | ---- | ---- | ---- | ---- | ---- |
| 1 006 | 921  | 1 090 | 1 040 | 950  | 883  | 829  | 864  | 786  |

| 1856 | 1861 | 1866 | 1872 | 1876 | 1881 | 1886 | 1891 | 1896 |
| ---- | ---- | ---- | ---- | ---- | ---- | ---- | ---- | ---- |
| 728  | 732  | 715  | 671  | 666  | 666  | 648  | 655  | 651  |

| 1901 | 1906 | 1911 | 1921 | 1926 | 1931 | 1936 | 1946 | 1954 |
| ---- | ---- | ---- | ---- | ---- | ---- | ---- | ---- | ---- |
| 641  | 638  | 637  | 555  | 563  | 548  | 510  | 535  | 429  |

| 1962 | 1968 | 1975 | 1982 | 1990 | 1999 | 2006 | 2008 | 2013 |
| ---- | ---- | ---- | ---- | ---- | ---- | ---- | ---- | ---- |
| 414  | 348  | 301  | 272  | 262  | 337  | 391  | 406  | 434  |

| 2018 | 2022 | - | - | - | - | - | - | - |
| ---- | ---- | - | - | - | - | - | - | - |
| 478  | 489  | - | - | - | - | - | - | - |

### Enseignement
Marray se situe dans l'académie d'Orléans-Tours (zone B) et dans la circonscription de Saint-Cyr-sur-Loire.
L'école élémentaire accueille les élèves de la commune et les élèves du RPI (Regroupement Pédagogique Intercommunal) de la vallée de la Dême (écoles de Chemillé sur dême, Marray et La Ferrière.

## Culture locale et patrimoine

### Lieux et monuments
- L'église porte le vocable de Saint-Pierre. Elle est édifiée en grès roussard. L'abside, qui forme la partie la plus ancienne, date des XIe – XIIe siècles. L'église est ensuite agrandie aux XVe-XVIe, puis au XIXe[32].
- Château de la Roche d'Alès.